# Marco Herenio (cónsul 93 a. C.)
Marco Herenio (en latín: Marcus Herennius) fue un cónsul de la República de Roma en 93 a. C.

## Carrera política
Era plebeyo y orador mediocre, pero ganó las elecciones contra el noble y elocuente romano Lucio Marcio Filipo. Plinio señala que su consulado se caracterizó por la gran cantidad de silfio cirenaica (ferula tingitana) que fue traída a Roma. El costo de esta planta medicinal era de un denario de plata la libra, y su presencia era debida presumiblemente a los contactos mercantiles que tenía Herenio en África. 